# دارجو هوهانیسیان
دارجو هوهانسی هوهانیسیان (ارمنی: Դարչո Հովհաննեսի Հովհաննիսյան؛  زادهٔ ۱۰ مهٔ ۱۹۱۲ - درگذشته ۱۹۸۳) سیاستمدار اهل ارمنستان بود.

## زندگی‌نامه
وی در ۱۰ مهٔ ۱۹۱۲ در جاجور به دنیا آمد و از دانشگاه دولتی علوم پرورشی خاچاطور آبوویان ارمنستان (۱۹۴۸) و مدرسه عالی حزبی مسکو فارغ‌التحصیل گشت. وی در حزب کمونیست ارمنستان (اتحاد شوروی) فعالیت می‌کرد. همچنین برندهٔ جوایزی همچون نشان لنین (۱۹۵۳)، قهرمان کار سوسیالیست (۱۹۵۳)، نشان پرچم سرخ کار ارمنستان شوروی (۱۹۳۱) و نشان برجسته افتخار شده است. وی در ۱۹۸۳ در سن ۷۱ سالگی در ایروان درگذشت و در آرامستان نوباراشن به خاک سپرده شد.

## یادداشت
1. ↑  Նուբարաշենի գերեզմանատուն
2. ↑  Մոսկվայի բարձրագույն կուսակցական դպրոց